# Metopoceras mira
Metopoceras mira är en fjärilsart som beskrevs av Brandt 1938. Metopoceras mira ingår i släktet Metopoceras och familjen nattflyn. Inga underarter finns listade i Catalogue of Life.